# Dåvö

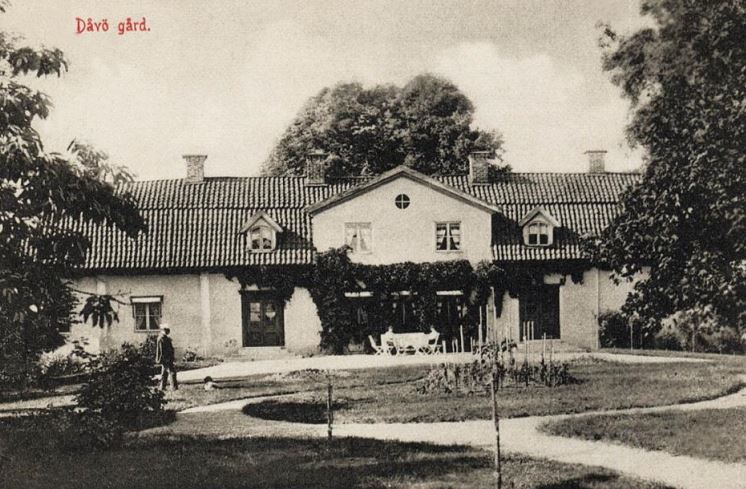
Dåvö gård 1909.

Dåvö eller Dåvö säteri är ett gods i Munktorps socken, Snevringe härad i Köpings kommun, Västmanland.
Dåvö ligger i södra delen av Munktorps socken, cirka 11 kilometer ostsydost om Köping. Godset ligger strax norr om fjärden Galten av Mälaren.

## Historik
År 1925 omfattade Dåvö en yta av 282 hektar. Dåvarande ägare var F. Forsberg.
Godset lär ha fått sitt namn efter Västmanlands apostel David av Munktorp. Under medeltiden var det en kungsgård. Magnus Birgersson (Ladulås) gav Dåvö som morgongåva till sin drottning Helvig av Holstein efter deras bröllop år 1276. Bland ägarna märks sockerbruksägaren och tobaksfabrikören Thomas Andreas Aspelin som avled på Dåvö 1836.